# Gavin Bryars
Richard Gavin Bryars (* 16. ledna 1943 Goole, East Riding of Yorkshire) je britský skladatel a hráč na kontrabas, jehož bohatá tvorba zahrnuje jazz, minimalismus, experimentální hudbu, a operu. Jeho mnohdy jímavá díla se nebojí přímočaré sdělnosti, až sentimentu. K jeho nejpopulárnějším skladbám patří Jesus‘ Blood Never Failed Me Yet, jejíž základ, hlas neznámého bezdomovce, otvíral i pětidílný cyklus věnovaný skladateli na stanici BBC v červnu 2025, a The Sinking of the Titanic.

## Život a působení
Gavin Bryars se narodil do hudebně založené rodiny. Jeho otec byl zpěvákem v místním kostelním sboru a matka amatérská hráčka na violoncello. Se vzpomínkami na dětství je spojená také mnohem mladší skladba The Stopping Train , která vznikla roku 2016 pro Yorkshirský festival. Popisuje pomalou cestu osobním vlakem z Bryarsova rodného Goolu do Hullu a zpět, kdy Brayaersova hudba doprovází verše básníka Blakea Morrisona, vzniklé pro tuto příležitost. Motivy i délka jednotlivých částí skladby byly synchronizovány se samotnou cestou vlakem a jednotlivými zastávkami.
Bryars se zapsal ke studiu na Sheffieldské univerzitě, kde bylo studium hudby povinně spojeno se studiem moderního jazyka, což však Bryars nechtěl podstupovat, a tak se zapsal na studium filozofie. Nicméně právě na univerzitě se začal věnovat hudbě profesionálně. Založil tam s přáteli Joseph Holbrooke Trio, které se věnovalo jazzu a improvizaci. Dalšími členy byli kytarista Derek Bailey a bubeník Tony Oxley. Roku 1968 odjel do New Yorku. Tato původně jen na dva týdny plánovaná cesta byla podstatná pro skladatelův další vývoj, neboť tam potkal skladatele Johna Cage, jehož tvorbu již delší dobu sledoval, a stal se jeho spolupracovníkem. Obohacen o tyto zkušenosti, napsal roku 1969 The Sinking of the Titanic. Základní inspirací skladby jsou legendární hudebníci, kteří nepřestali hrát ani tehdy, když se zaoceánská loď začala potápět.
Roku 1969 začal učit na Portsmouthské umělecké škole, která však neměla vlastní hudební katedru. Zde roku 1970 založil Portsmouth Sinfonia, studentský soubor, označovaný svého času za nejhorší hudební těleso na světě. Jednotliví členové nemuseli sice být nutně profesionálními hudebníky, avšak byli povinni k hudbě a snaze o hudební produkci přistupovat vážně. Představení tohoto souboru, jenž naposledy veřejně vystoupl roku 1979, nabývala tak až určitého subversivního charakteru a měla blízko k happeningu. Celá idea nicméně dobře ilustruje sofistikovanou hravost, která je také součástí Bryarsova charakteru. Od roku 1974 je Bryars členem Collège de 'Pataphysique, jejímž regentem byl zvolen roku 2001 a roku 2015 byl v rámci tohoto sdružení jmenován transcendentálním satrapou. Tuto poctu před ním zastávali např. Marcel Duchamp, Man Ray, Eugène Ionesco a Umberto Eco.
Z počátku 70. let pochází skladba Jesus‘ Blood Never Failed Me Yet. Základem skladby je popěvek neznámého bezdomovce o tom, že Ježíšova krev ho dosud nikdy nezklamala. Původní verze byla vydána roku 1975, ale dočkala se několika předělávek, dokonce i parodie, což souzní s mnohoznačností popěvku, který lze vnímat duchovně (melodie popěvku takovou interpretaci podporuje), avšak také velmi přízemně.
Práce s lidským hlasem ho přivedla až k opernímu žánru. Spolupracoval se známým avantgardním režisérem Robertem Wilsonem. Vznikla tak opera Médea, jakož i nakonec nedokončený projekt o americké občanské válce, z něhož Bryars vytěžil několik samostatně vydaných děl.
V roce 1988 složil Cadman Requiem na paměť Billa Cadmana, mladého zvukaře, s nímž měl Bryars domluvenou intenzivní brzkou spolupráci. Všechny plány však zmařil atentát nad Lockerbie, jehož se stal Cadman jednou z mnoha obětí. Při tvorbě díla využil blízkosti přítelova příjmení, blízké homonymii, se jménem nejstaršího známého anglosaského básníka Cædmona.

## Osobní život
Bryars žije se svou druhou manželkou, režisérkou ruského původu Annou Černakovou, v Anglii. Z prvního manželství má dvě dcery, ze druhého nevlastní dceru a syna.

## Dílo (výběr)
- The Sinking of the Titanic (1969, poprvé zahráno v Queen Elizabeth Hall, London, 1972)
- Necropolis, soundtrack pro horror od Franca Brocaniho (1970)
- Jesus' Blood Never Failed Me Yet (nahraný hlas a doprovod), 1972
- Medea (opera, libretto podle Euripida), 1982, přepracováno 1984 a 1995
- CIVIL WarS (nedokončená opera, spoluráce s Robertem Wilsonem), 1984. Jako samostatná díla figurují tyto fragmenty:
  - On Photography pro Chorus (SATB), harmonium, piano
  - 2B pro Pecussion Ensemble
  - Arias For Marie Curie, The Queen of the Sea, Captain Nemo, The Japanese Bride
- String Quartet No. 1 Between the National and the Bristol, 1985
- Cadman Requiem (věnováno Billu Cadmanovi), 1989
- String Quartet No. 2, 1990
- A Man in a Room, Gambling, pro hlas a smyčcový kvartet (text: Juan Muñoz), 1992
- The War in Heaven, kantáta pro soprán, kontratenor, sbor a orchestr
- The North Shore pro violu a piano, 1993
- Three Elegies for Nine Clarinets, 1994
- Cello Concerto Farewell to Philosophy, 1995
- Adnan Songbook, 1996
- Doctor Ox's Experiment, opera, 1998
- String Quartet no.3, 1998
- Biped – hudební doprovod pro tanec od Merce Cunningham, 1999
- When Harry Met Addie - skladba pro soprán a větší skupinu hráčů, 1999
- G (Being the Confession and Last Testament of Johannes Gensfleisch, also known as Gutenberg, Master Printer, formerly of Strasbourg and Mainz), opera, 2002.
- I Have Heard It Said That a Spirit Enters, 2002
- Nothing like the Sun – 8 Shakespeare sonnets pro soprán, tenor, recitátora a osm nástrojů, 2007
- Piano Concerto ("The Solway Canal"), 2010
- Marilyn Forever - opera, 2013
- Hövdingar hittast (Heroes Meet), 2014 účinkují Rúni Brattaberg (bas) a Eivør Pálsdóttir (soprán) - sbírka založená na faerských a islandských ságách
- Pneuma - balet, 2014, s Carolyn Carlson
- The Seasons - balet, 2014, s Edouardem Lockem
- 11th Floor - balet, s Edouardem Lockem
- The Fifth Century - kantáta pro sbor a saxofon kvartet, text Thomas Traherne, 2014
- The Heart of August - balet s Eduardem Lockem
- The Collected Works of Billy the Kid, komorní opera, text Michael Ondaatje, 2018
- Requiem - balet s David Dawson Dutch National Ballet, orchestr, sbor a čtyři sólisty 2019
- A Native Hill - rozměrné a cappella sborové dílo 2019
- Altissima Luce - trio pro basklarinet, violu a violoncello
- String Quartet no.4, 2020
- Wittgenstein Fragments pro soprán, příčnou flétnu a smyčcový kvartet 2021
- In Là, spolupráce na instalaci se sochařem Massimo Bartolinim, Prato, Italy 2022
- Strng Sextet ("The Bridges of Könisberg") 2022
- Three New Gnossiennes (after Satie), in memoriam Ornella Volta 2022
- The Bridges of Königsberg 2023